# Gran Turismo Sport
A Gran Turismo Sport motorsport versenyjáték, a Gran Turismo sorozat hetedik főjátéka, melyet a Polyphony Digital fejlesztett és a Sony Interactive Entertainment jelentetett meg. A játék 2017 októberében jelent meg világszerte, kizárólag PlayStation 4 otthoni videójáték-konzolra. A Sportot A 2015-ös Párizsi Játékhét alatt jelentették be, a játék pozitív kritikai és kereskedelmi fogadtatásban részesült.

## Játékmenet
A Gran Turismo Sport elődeihez hasonlóan versenyjáték, melyben négy játékmód kapott helyet. A játék a címét a „sportmódról” kapta, amely egy interneten keresztüli többjátékos versenymód. Az „árkád módban” a játékosok személyre szabott versenyeket indíthatnak a mesterséges intelligencia által irányított többi versenyző ellen, de akár egy másik helyi játékos elleni osztott képernyős versenyek, illetve időmérő- és driftfutamok is indíthatóak. A „Scapes“ módban a játékosok különböző valós helyszínekről készült fényképekre helyezhetik a játék által renderelt autókat. A 2017. december 22-én megjelent frissítésben hozzáadták a játékhoz a „GT League” névre keresztelt karriermódot. A játékot az internetes sportmód köré építették fel, az offline módok célja a vezetési tudás fejlesztése. A Sport a korábbi Gran Turismo-játékokhoz képest erősen megkurtított tartalommal jelent meg, azonban a szaksajtó egyetértett abban, hogy a játékban így is több tartalom van, mint a Prologue alcímű előzetes verziókban. A játékban a Gran Turismo 5-tel és a Gran Turismo 6-tal szemben nincs dinamikus időjárásrendszer és nappal-éjszaka ciklus sem, azonban a játékosok a versenyek megkezdése előtt megadhatják, hogy mikor játszódjon a verseny és a pályák nedves változatai is be fognak kerülni a játékba egy frissítéssel. A játék megjelenésekor 177 autót és 19 pálya 27 vonalvezetése szerepelt a játékban, azonban a megjelenés után kiadott frissítésekkel több új pályát és vonalvezetést, illetve számtalan új autót is hozzáadtak a játékhoz, utóbbiak száma a játék életciklusának végére várhatóan 400–500 példány körül fog mozogni. A sorozat történelme során először szerepelnek benne Porsche-autók, mivel lejárt az Electronic Arts exkluzivitási licence. A sorozatban korábban a Ruf Automobile járművei szerepeltek a Porsche márka helyettesítésére.

### FIA Gran Turismo Online Championship
A Nemzetközi Automobil Szövetség (FIA) hivatalosan ratifikálta a Gran Turismo online bajnokságot a Világmotorsport Tanács egyik ülésén. Az év folyamán párhuzamosan két bajnokság fut: a Nemzetek kupája, ahol a játékosok az országukat képviselik, illetve a Gyártók kupája, ahol a játékosok a kedvenc autógyártójukat képviselik. A ratifikálás után a sorozatot közvetlenül a Nemzetközi Automobil Szövetség vezényli, ugyanúgy mint bármely másik versenysorozatukat. A nyerteseket a Nemzetközi Automobil Szövetség évenként megrendezésre kerülő díjátadó ünnepségén ünneplik meg. A bajnokság első szezonját 2018. október 6. és 2018. november 18. között rendezték meg. A monacói nagydöntő előtt Odaibában egy ázsia–óceániai, Madridban egy európai, illetve Las Vegasban egy amerikai döntőt is tartottak. A Sporttal a tervek szerint hivatalos „FIA-digitális versenylicencet” is lehet majd szerezni.

### Élő eSport-események
A Nemzetek és a Gyártók kupáját a GT Academy-versenysorozat bizonyos köreihez hasonlóan az interneten keresztül élőben is közvetítik, és rendszeresen rendeznek szervezett online eseményeket.

### PlayStation VR-támogatás
A Gran Turismo Sportot először teljesen kompatibilisnek jelentették be a Sony Interactive Entertainment PlayStation VR virtuális valóság-headsetével, azonban később bejelentették, hogy a támogatás kizárólag az erre a célra kialakított „VR körút-módra” korlátozódik. Jamaucsi Kazunori, a sorozat producere szerint a PlayStation VR-ral való élmény „nagyon jó és nagyon természetes”. A 2018. március 29-én megjelent frissítés óta az időmérő futamok is játszhatóak a headsettel.

### TAG Heuer-együttműködés
A Polyphony Digital együttműködést kötött a TAG Heuer svájci luxusóra-gyártóval, így a cég a játék hivatalos időmérője és óramárkája, a vállalat „élő időmérő-technológiáját” alkalmazzák a játékban az összes idő mérésére. A TAG Heuer a játékbeli múzeumban is szerepel, ahol bemutatják a cég történelmét.

## Fejlesztés és megjelenés

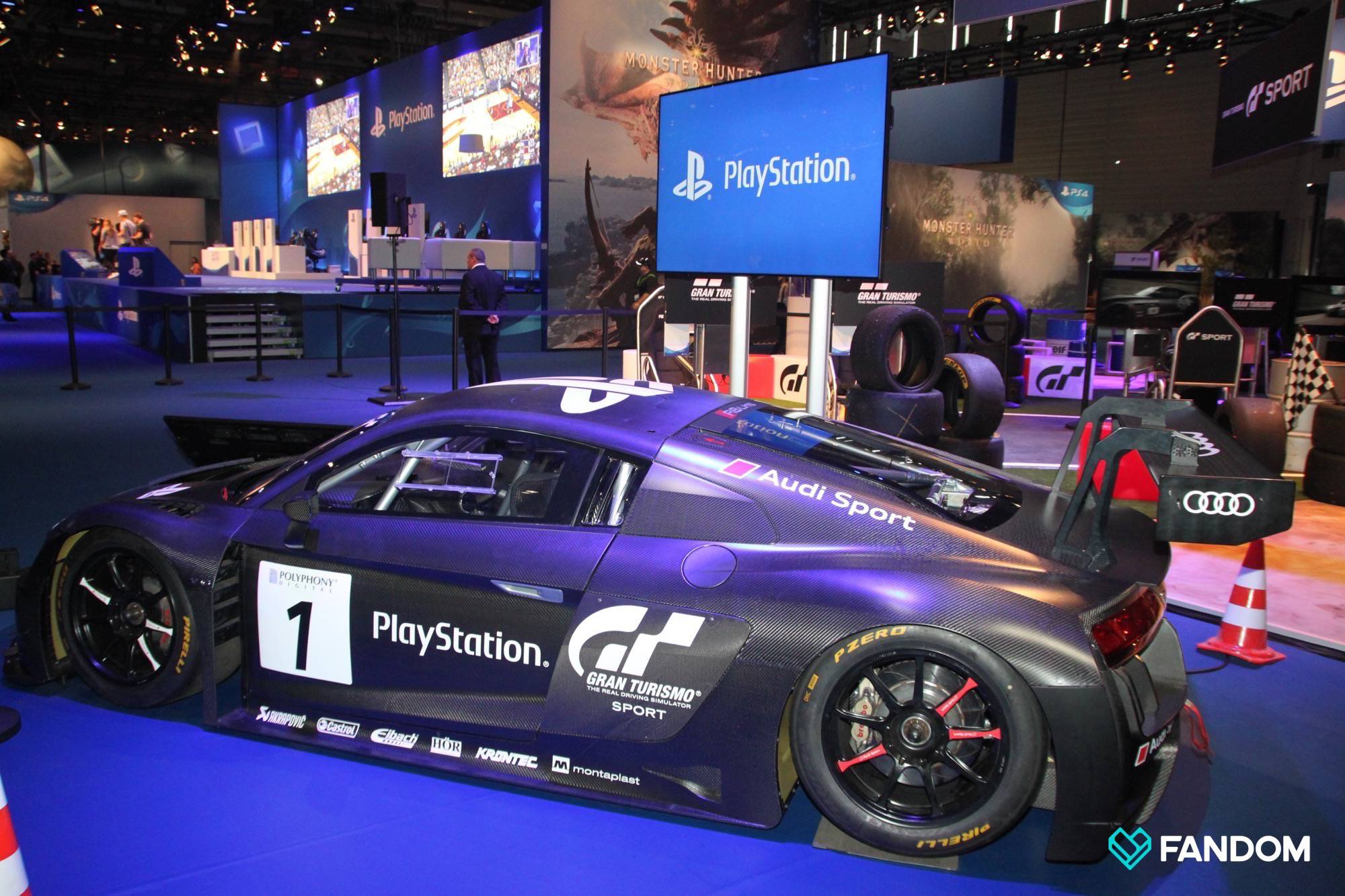
A játék promóciója a 2017-es Gamescomon

Jamaucsi Kazunori, a sorozat producere a Famicú japán szaklapnak adott interjújában kijelentette, hogy a Gran Turismo Sport a PlayStation 4 otthoni videójáték-konzolra fog megjelenni, várhatóan „[2013-tól] egy-két éven belül”. Azt is megosztotta, hogy a játék a Gran Turismo 6 által használt fizikai motoron fog alapulni. Jamaucsi a brit GamesTM magazinnak adott interjújában kijelentette, hogy a Gran Turismo Sport a 2016–2017-es időszakban fog megjelenni, illetve megjegyezte, hogy a játék mennyire jobb lesz a PlayStation 4 ereje és könnyebb programozhatósága miatt a PlayStation 3-ra megjelent Gran Turismo 6-tal szemben. Gran Turismo Sportot hivatalosan 2016. október 27-én jelentették be a Párizsi Játékhéten. A Sony eredetileg azt állította, hogy a Sport mellékág és nem a fősorozat tagja, de Jamaucsi később megerősítette, hogy az a sorozat hetedik főjátéka.
A Polyphony Digital előzetes várakozásai szerint a Gran Turismo Sportnak sokkal jobb játékmeneti mechanikája lesz a PlayStation 4 nagyobb feldolgozási teljesítményének hála. A játék a Gran Turismo sorozat első olyan tagja, mely támogatja a PlayStation VR virtuális valóság-headsetet. A játék a tervek szerint 2016. november 15-én jelent volna meg és a 2016-os év elején egy bétaverziót is közzétettek volna, azonban a Sony később bejelentette, hogy a játék megjelenésének 2017-es évre való csúszásának elkerülésének érdekében a bétaverzió kiadását törölték. 2016. augusztus 30-án bejelentették, hogy a játék megjelenését 2017-re halasztották el, hogy tovább csiszolják a játékot.
A 2017. március 17-én a 2016-os bétaverzió törlése ellenére megjelentettek egy zárt bétát, melyben kiválasztott észak-amerikai és európai játékosok próbálhatták ki a játékot.
Carlos Sainz Jr., Jamamoto Jaszujosi, Jann Mardenborough, Jordan Tresson, Kató Hirojosi, Kobajasi Kamui, Lucas Ordoñez, Lewis Hamilton, Matias Henkola és Ohi Takasi is technikai segítséget nyújtott a játék elkészítésében, Hamilton egyben a játék „mestere” is.
2017. április 11-én bejelentették, hogy a játékban szerepelni fognak Porsche-autók is, mivel lejárt az Electronic Arts exkluzivitási licence, így a Gran Turismo Sport a sorozat első játék, melyben szerepelnek Porsche-autók.
A játékban szereplő autók külsejét és belsejét is lézerszkenneléses technológiával építtették fel, az abból kapott nyers „pontfelhőket” a Polyphony Digital munkatársai poligonokká alakították. Minden egyes autót kizárólag egy-egy személy modellezett le, a nyers adatokból körülbelül három hónap alatt építettek strukturált adatokat. Egy-egy autó teljesen körülbelül 6 hónap alatt készült el, kivéve bizonyos autók kitalált Group GT3- és Group GT4-verziói, melyek fejlesztése és 12 hónapig tartott. A pályákat álló és autókra erősített mobil lézerszkennerek kombinációjával, illetve fotogrammetria segítségével modellezték le. A modellezéshez használt álló szkennerek 150 méteres távolságon belül 4 milliméteres pontosságra képesek, míg a mobil szkennerek sokkal nagyobb területet képesek lefedni, azonban pontosságuk csak 35 milliméter. A valós versenypályán Sportban szereplő virtuális másai a Nemzetközi Automobil Szövetség felügyelete alatt készültek el, így azok valós és játékbeli méretei között legfeljebb körülbelül 10 centiméter eltérés lehet. A szövetség a játék büntetésrendszerére is nagy hatással volt.

### Nyílt bétateszt és a megjelenés
2017. július 13-án bejelentették, hogy Észak-Amerikában 2017. október 17-én fog megjelenni a játék. 2017. október 9–13. között egy nyílt bétatesztet is tartottak, az abban elért előrehaladást tovább lehetett vinni a kész játékba. A tesztben az árkád-, a kampány-
és a sportmód is kipróbálható volt. A PlayStation Plus-tagok 2017. október 7-től kezdve elkezdhették előre letölteni a demót, hogy annak megjelenésekor azonnal játszhassanak vele. Ugyan a Sport a sorozat első játéka, mely támogatja a PlayStation VR-t, azonban ezt a demóban nem lehetett kipróbálni. A demóban a festésszerkesztő és a „Scapes” fényképészmód is elérhető volt. A nyílt bétateszten több, mint egymillióan vettek részt.
A játék 2017. október 17-én jelent meg Észak-Amerikában, október 18-án Európában és Ausztráliában, illetve október 19-én Japánban és Ázsia többi területén. A Sport többféle különböző verzióban jelent meg: két normál kiadás, valamint számos gyűjtői kiadásban is. Az első napi kiadás 250 000 játékkredithez, egy matricacsomaghoz, 60 PlayStation 4-avatárhoz és egy króm versenysisakhoz felhasználható letöltőkódokat tartalmaz. A limitált kiadás a játék fémtokos kiadását, illetve 8 autó korai megnyitásához, 1–1,5 millió játékkredithez (a PAL területeken 1,5 millió, máshol 1 millió), egy matricacsomaghoz, 30–60 PlayStation 4-avatárhoz (a PAL területeken 60, máshol 30) és egy króm versenysisakhoz felhasználható letöltőkódokat tartalmaz. A gyűjtői kiadás kizárólag Európában, Ausztráliában és Ázsiában jelent meg és a limitált kiadás tartalmán felül további 10 autó korai megnyitásához és további 1 millió játékkredithez (kizárólag a PAL területeken) felhasználható letöltőkódot, az Apex vezetéstechnikai és autótörténelmi magazin harmadik lapszámát, illetve egy a Norev által gyártott 1:43 méretarányú öntött fém autómodellt (a PAL területeken Mercedes-AMG GT, Ázsiában Nissan Concept 2020 Vision Gran Turismo) tartalmaz. Tajvanon a Sony Interactive Entertainment helyi irodája egy egyetlen példányra korlátozott kiadást is megjelentetett, mely a játék mellett egy PlayStation 4 Pro konzolt, egy PlayStation VR headsetet, 12 hónap PlayStation Plus-előfizetést, egy 65 hüvelykes Sony Bravia televíziót, egy Thrustmaster T–GT kormányt, egy Apiga AP1 versenyülést, illetve egy 2018-as évjáratú Mazda MX-5 autót tartalmaz. Európában és Japánban mindezek mellett egy korlátozott példányszámú PlayStation 4 Slim-modellt és egy szintén korlátozott példányszámú DualShock 4-modellt is megjelentettek. Előbbi a játék limitált, míg utóbbi a normál kiadását is tartalmazza, de a játékot egy másik PlayStation 4 Slim-, egy PlayStation 4 Pro- és egy PlayStation VR-csomaghoz is mellékelték.
2019. november 28-án Lewis Hamilton Time Trial Challenge címmel megjelent a játék első fizetős letölthető tartalma, melyben a játékosoknak tíz Lewis Hamilton által felállított köridőt kell megdöntönteniük.

### Frissítések
A játék 2017. november 27-én megjelent frissítése három új autót (Audi R18 (Audi Sport Team Joest), IsoRivolta Zagato Vision Gran Turismo, Shelby Cobra 427) hozott a játékba. A játék első jelentősebb frissítése 2017. december 22-én jelent meg és tartalmazza a GT League névre keresztelt hagyományos egyjátékos kampánymódot, illetve 12 új autót (Mazda RX-7 Spirit R Type A (FD), Nissan Skyline GT-R V spec II (R32), Nissan Skyline GT-R V spec II Nür (R34), Ford F-150 SVT Raptor, Lamborghini Countach LP400, Ferrari F40, Enzo Ferrari, KTM X-Bow R, Suzuki Swift Sport, Volkswagen Type 2, Chris Holstrom Concepts 1967 Chevy Nova, Chevrolet Corvette Stingray Convertible (C3)) is. 2018. január 26-án újabb jelentősebb frissítés jelent meg. Ez 10 új autót (Dodge Viper GTS Coupe, Ferrari 330 P4, Ferrari 512BB, Ford GT, Jaguar XJ13, Lamborghini Diablo GT, Toyota 2000GT, Toyota FT–1, Toyota Supra RZ), egy új pályát (Autodromo Nazionale di Monza) és hat új pályavezetést (az összes a Lago Maggiorén) adott a játékoz. A következő frissítés február 28-án jelent meg, és 12 új autót (Alpine A110 1600S, Alpine A110 Prèmiere Édition, Audi R8 4.2 FSI R tronic, De Tomaso Pantera, Dodge Challenger R/T, Ford Mustang Mach 1, Gran Turismo F1500T-A, Lamborghini Aventador LP 700-4, Subaru WRX STI (Isle of Man Time Attack Car), Subaru Falken Tires / Turn 14 Distribution BRZ (Josihara Dai Formula D autója), Toyota MR2 GT-S és Toyota Supra 3.0GT Turbo A), négy új pályavezetést (a Blue Moon Bay Speedwayen), valamint három új GT League-versenysorozatot adott a játékhoz a játékhoz, valamint négy meglévőt is bővítettek. 2018. március 29-én egy frissítésben újabb 13 autó (Aston Martin DB11, BMW M3 Sport Evolution, Eckerts Rod & Custom Mach Forty, Ford GT40 Mark I, Red Bull X2014 Standard, Red Bull X2014 Junior, Honda Raybrig NSX Concept-GT, Lexus au TOM’s RC F, Lexus RC F GT3 (Emil Frey Racing), Mazda RX-7 GT-X (FC), Nissan GT-R Nismo, Nissan Motul Autech GT-R, Nissan Skyline GT-R V spec (R33)) került a játékba. A Super GT GT500-autók új (Gr.2) géposztályba kerültek, a frissítés az új autók mellett többek között a Tsukuba Circuit versenypályát, három új versenysorozatot, valamint a PlayStation VR-on keresztüli időfutam-módot is hozzáadta a játékhoz. A 2018. április 9-én megjelent csomagban az Audi e-tron Vision Gran Turismo és az Audi Vision Gran Turismo autók kerültek be a játékba. Az április 27-én megjelent csomagban hozzáadták a játékhoz a Toyota GR Supra Racing Concept autót, illetve a Dragon Trail Gardens versenypályát. Május 30-án újabb frissítés jelent meg a játékhoz, mely kilenc autót (Fiat 500 L, Jaguar XJR–9, Lamborghini Miura P400 Bertone Prototype CN.0706, Sauber Mercedes C9, Mitsubishi Lancer Evolution IV GSR, Nissan R92CP, Renault Mégane Renault Sport Trophy, Renault Sport Clio R.S. 220 EDC Trophy és Subaru BRZ S), a Circuit de la Sarthe versenypályát és három új versenysorozatot adott a játékhoz. 2018. július 30-án újabb jelentősebb frissítés jelent meg, mely többek között hét autót (Daihatsu Copen Active Top, Ferrari 250 GTO CN.3729GT, Ford GT LM Spec II Test Car, Honda Beat, Honda S660, Mazda 787B, Mercedes AMG F1 W08 EQ Power+), egy új versenypályát (Circuit de Sainte-Croix, hat vonalvezetés), illetve versenyruha-tervezőt adott a játékhoz. 2018. augusztus 29-én a Red Bull Ring versenypálya és nyolc autó (Ford Mark IV Race Car, Shelby Cobra Daytona Coupé, Amuse S2000 GT1 Turbo, Abarth 500, Abarth 1500 Biposto Bertone B.A.T 1, Volkswagen 1200, Mini Cooper S (1965), Lancia Delta HF Integrale Evoluzione) került be a játékba. A következő, 2018. szeptember 26-án megjelent csomag a Fuji Speedway versenypályát, valamint kilenc autót (Alfa Romeo Giulia TZ2 Carrozzata da Zagato CN.AR750106, BMW M3 GT BMW Motorsport, Dodge Viper SRT–10 Coupé, Honda NSX Type R, Mazda RX–500, Nissan Fairlady Z 300ZX Twin Turbo 2 Seater, Plymouth XNR Ghia Roadster, Porsche 911 GT3 (996), Porsche 911 GT3 (997)) tartalmazza. A november 6-án megjelent csomaggal többek között a Circuit de Barcelona-Catalunya pályát és kilenc autót (Ferrari GTO, Honda Epson NSX, Jaguar E-Type Coupé, Lexus Petronas Tom’s SC430, Maserati GranTurismo S, Mini Cooper S (2005), Nissan Xanavi NISMO GT-R, Pagani Zonda R, Subaru Impreza 22B-STi Version) adtak a játékhoz. 2018. december 5-én újabb hét autót (BMW M3 Coupe, Chevrolet Corvette Sting Ray Sport Coupe (C2)), GReddy Fugu Z (Sung Kang amerikai színész autója), Ferrari F50, McLaren P1 GTR, Pontiac Firebird Trans Am, Tesla Model S Signature Performance), illetve két új pályavezetést (a Tokyo Expresswayen) is hozzáadtak a játékhoz. A 2019. január 17-én megjelent frissítés nyolc autót (Aston Martin DB3S CN.1, BMW Z8, Ferrari Dino 246 GT, Honda Integra Type R (DC2), Nissan Fairlady Z Version S (Z33), TVR Tuscan Speed Six, Porsche 356 A/1500 GS GT Carrera Speedster, Shelby GT350) és egy új versenypályát (Special Stage Route X) tartalmazott. A 2019. március 5-én megjelent frissítéssel öt új autót (Eunos Roadster (NA), McLaren F1 GTR (Kokusai Kaihatsu UK Racing), Mercedes-Benz SLR McLaren, Pagani Huayra, Toyota GR Supra RZ) és egy versenypályát (Autopolis) adtak a játékhoz, ugyanebben a hónapban a Super Formula Dallara SF19 mindkét változata (a Honda/M-TEC és a Toyota/TRD motorral szerelt), a Ferrari 250 GT Berlinetta passo corto CN.2521, a Lamborghini Countach 25th Anniversary Edition és a Lancia Stratos is bekerült a játékba. A 2019 áprilisi frissítésben öt autót (Audi TT Coupe 3.2 quattro, Honda Fit Hybrid, Porsche 962C, Renault R8 Gordini és Toyota Sprinter Trueno 3door 1600GT-APEX (AE86)) adtak a játékhoz. 2019. május 30-án a Goodwood Motor Circuit is bekerült a játékba, így az először szerepelt egy videójátékban. A 2019. június 27-én megjelent frissítésébe a kitalált Sardenga Road Track versenypálya, illetve öt autó (Chevrolet Camaro Z28, Renault Sport Clio V6 24V, Red Bull X2019 Competition, Toyota Sports 800, Toyota Tundra TRD Pro) került be. A következő, 2019 júliusi frissítés öt új autót (Honda Civic Type R (EK), Honda S800, Jaguar D-Type, Mazda Roadster Touring Car és Porsche 911 Turbo (930)) tartalmazott. A 2019. augusztus 27-én megjelent frissítés öt autót (Honda S2000, Mitsubishi GTO Twin Turbo, Nissan Silvia K’s Dia Selection, Subaru Impreza Coupe WRX Type R STi Version VI, Toyota Corolla Levin 3door 1600GT APEX), illetve a Red Bull Ring esős változatát tartalmazza. A következő, 2019. szeptember 26-án megjelent frissítés négy autót (Chevrolet Corvette Stingray Racer, Chevrolet Camaro ZL1 1LE, Dodge Coronet Super Bee, Ferrari 365 GTB/4) adott a játékhoz. A 2019 októberi frissítés négy autót (Lamborghini Aventador Superveloce, Mazda Demio XD Touring, Mercedes-Benz 300 SEL 6.8 AMG, Porsche Taycan Turbo S), illetve a Circuit de Spa-Francorchamps versenypályát adta hozzá a játékhoz. A Polyphony Digital a pályát hónapokkal korábban lemodellezte, azonban az elkért két-háromszoros licencdíjat a csapat nem volt hajlandó kifizetni, nehogy ez precedenst teremtsen és az összes többi pálya is nagyobb licencdíjat kérjen. A 2019 novemberi frissítés hat új autót (BMW M3 Coupe (E46), Jaguar Vision Gran Turismo Coupé, RE Amemiya FD3S RX-7, Ruf CTR3, Toyota 86 GT Limited és Toyota GR Supra (Nurburgring 24 Hours Race 2019 Livery)) tartalmaz. A 2019 decemberi frissítés hét új autót (Dodge Charger SRT Hellcat Safety Car, Ford GT, Porsche 911 (993) Carrera RS Clubsport, Renault Mégane RS Trophy Safety Car, Toyota Crown Athlete G, Toyota Crown Athlete G Safety Car és Volkswagen Golf I GTI) és a WeatherTech Raceway Laguna Seca pályát tartalmazza. Jamaucsi 2020. február 23-án bejelentette, hogy „az év frissítései gyakaroiságukban és tartalmukban is szerényebbek lesznek”. A következő, 2020. február 27-én megjelent frissítés három autót (Aston Martin DBR9, Fiat 500 1.2 8V Lounge SS és Nissan 180SX Type X) adott a játékhoz. A játék következő tartalombővítése 2020. április 23-án jelent meg és egy új autót (Toyota GR Supra) adott a játékhoz. 2020. május 22-én egy újabb autó (Mazda RX-Vision GT3 Concept) került be a játékba. 2020. november 13-án bekerült a Toyota GR Yaris 1st Edition RZ „High Performance” a játékba, melyet 2021. július 8-án a Toyota GR86 követett.
A játékba a Porsche 917 Living Legend, egy Porsche- és egy Lamborghini Vision Gran Turismo-autó is be fog kerülni.

## Fogadtatás
| Összegzőoldal | Értékelés |
| ------------- | --------- |
| Metacritic    | 75/100    |

| Szerző         | Értékelés |
| -------------- | --------- |
| Destructoid    | 6/10      |
| EGM            | 6/10      |
| Game Informer  | 7,75/10   |
| GameRevolution | [ 83 ]    |
| GameSpot       | 8/10      |
| GamesRadar+    | [ 85 ]    |
| IGN            | 7,5/10    |

A Gran Turismo Sport általánosságban kedvező kritikai fogadtatásban részesült a Metacritic kritikaösszegző weboldal adatai szerint.
Martin Robinson a Eurogamerben közzétett írása szerint a Sport eltér a sorozat korábbi játékaitól, mivel megnyirbálták benne az elődei hatalmas autófelhozatalát, illetve azért mivel sokkal nagyobb hangsúlyt fektet az internetes versenyzésre. „Nincsenek holdjárók, 19. századi egylóerős kocsik, de megjelenésekor még csak fedetlen kerekű versenyautók sem találhatóak az autólistájában. Ennek ellenére talán mégis ez a leginkább összeszedett, közvetlenül élvezetes játék, amit a Polyphony Digital a Gran Turismo 3 mámorító napjai óta kiadott.” Robinson dicsérte a javított hangtervezést és a festésszerkesztőt, mellyel a játékosok a saját ötleteiket valósíthatják és oszthatják meg az interneten keresztül. A weboldal később a 2017-es év huszonegyedik legjobb játékának választotta a Sportot.
Az IGN is megjegyezte, hogy a Gran Turismo Sport autó- és pályaválasztéka kisebb a többi versenyjátékkal szemben, ezt megbocsáthatatlannak vélték, azonban az internetes versenyzésre való összpontosítást komolynak, észszerűnek és jól felépítettnek érezték. „A játékos-játékos elleni környezet, azaz a Sportmód az amire a Polyphony Digital feltette az összes zsetonját. A jó hír az, hogy valóban erős online versenyhelyszínt tudtak felépíteni.” Luke Reilly megfigyelése alapján a sportszerűség-értékelés az idő múlásával el fogja választani a gyengébb sofőröket a jobbaktól, és ugyan messze van a tökéletestől, azonban ez „mégis díjazza a tiszta szektorokat, a tisztességes előzéseket és a tiszteletteljes versenyzést.”
Ray Carsillo az Electronic Gaming Monthlyban a játékot vizuálisan gyönyörűnek kiáltotta ki és úgy érezte, hogy az autók jól irányíthatóak, „ez könnyedén a játék legerősebb aspektusa”, azonban negatívumként rótta fel, hogy a játék kizárólag interneten keresztül játszható. „Ha nem az interneten keresztül játszol a játékkal, akkor nem tudsz menteni, és a játék legtöbb egyszemélyes árkádversenyei nincsenek megnyitva alapból.” Carsillo 6/10-es pontszámot adott a játékra, összegzésként megjegyezte, hogy a Sport mindenkinek csalódást fog okozni, aki a hagyományos Gran Turismo-élményre számít.
Jason Faulkner a Game Revolution weblapon hasonlóan negatív volt a játékkal szemben, az elemzésének egy nagyobb részében Sport és a rivális versenyjátékok közötti különbségeket emelte ki. „Ugyan vezetés közben sokkal jobban lehet érezni az autók súlyát ebben a játékban mint a Forzában, azonban valami még mindig hiányzik, ha a Project Cars 2-höz hasonlítom.” Ugyan Faulkner szerint az autók „elképesztően” lettek lemodellezve és az irányításuk is kiemelkedő, azonban azt is megjegyezte, hogy az autók száma egyszerűen kevés, különösképpen a másik két rivális játékhoz hasonlítva. „A pályák száma is csekélyke. Mindössze 17 helyszín érhető el a GT Sportban, mely az eltérő vonalvezetésekkel 40-re emelkedik.” Faulkner kifogásolta az egyjátékos tartalmak eltűnését a játék új interneten keresztüli módjával szemben, „ami nem számít, hogy mennyire jól van összerakva, ha nem lehet a szerverekhez csatlakozni, akkor úgy sem érhetőek el.”
Justin Towell a GamesRadaron 4/5-ös pontszámra értékelte a játékot, kiemelve a „nagyszerű” pályákat, az „erős” irányíthatóságot és a nagy teljesítményű járművek irányítása közötti nüánszokat. Towell szerint ugyan a játék tartalmaz egy oktatási célú egyjátékos módot, azonban az valamelyest „földönfutónak” érződik és meg sem közelíti a Forza 7 karriermódját. Ezzel szemben a játék központi tartóoszlopa és a játék legfőbb húzóereje a Nemzetközi Automobil Szövetség által jóváhagyott internetes módról a következő a véleménye: „Egy oválpályán igazi ellenfelekkel szemben megnyerni egy szélárnyék-versenyt sokkal izgalmasabb mint bármilyen offline mód. És a bizonyos időpontokra kijelölt, a valós naptárhoz igazított események sorozata valóban úgy érződik, mintha jelentene valamit.” Towell kiemelte az internetkapcsolat megszakadása miatt fellépő kellemetlenségeket (a sportszerűség visszaminősítése), amit szerinte „a csalók szem előtt tartása” végett vezettek be.
A játékot a Game Informer szaklap olvasói a Forza Motorsport 7 után a 2017-es év második legjobb versenyjátékának választották meg. A Sport az IGN 2017 díjkiosztóján is jelölve volt ugyanebben a kategóriában.

### Eladások
A Gran Turismo Sport a brit eladási lista élén nyitott, megjelenésének hetében közel háromszor annyi lemezes példányt adtak el belőle, mint a rivális Forza Motorsport 7-ből. A játék Japánban és Új-Zélandon is az élen nyitott, míg Ausztráliában a második helyen.
A játék az első helyen mutatkozott be a japán digitális eladási listákon, a másodikon az európain, illetve az ötödiken az észak-amerikain. A Sport az Egyesült Királyságban a 2017-es év nyolcadik legkelendőbb videójátéka, illetve a legkelendőbb autóversenyzős játéka lett.

### Díjak és jelölések
| Év   | Díj                                                   | Kategória                                   | Eredmény | Forrás          |
| ---- | ----------------------------------------------------- | ------------------------------------------- | -------- | --------------- |
| 2016 | Game Critics Awards                                   | Legjobb versenyjáték                        | Jelölve  | [ 99 ]          |
| 2016 | Gamescom 2016                                         | Legjobb PlayStation 4-játék                 | Jelölve  | [ 100 ]         |
| 2016 | Gamescom 2016                                         | Legjobb versenyjáték                        | Jelölve  | [ 100 ]         |
| 2018 | 21st Annual D.I.C.E. Awards                           | Az év versenyjátéka                         | Jelölve  | [ 101 ]         |
| 2018 | National Academy of Video Game Trade Reviewers Awards | Játék, versenyfranchise                     | Jelölve  | [ 102 ] [ 103 ] |
| 2018 | National Academy of Video Game Trade Reviewers Awards | Játék, szimuláció                           | Elnyerte | [ 102 ] [ 103 ] |
| 2018 | National Academy of Video Game Trade Reviewers Awards | Innováció a játéktechnológiában             | Jelölve  | [ 102 ] [ 103 ] |
| 2018 | National Academy of Video Game Trade Reviewers Awards | Dalgyüjtemény                               | Jelölve  | [ 102 ] [ 103 ] |
| 2018 | National Academy of Video Game Trade Reviewers Awards | Dal, eredeti vagy adaptált (A Country Song) | Jelölve  | [ 102 ] [ 103 ] |
| 2018 | The Independent Game Developers’ Association Awards   | Legjobb hangtervezés                        | Elnyerte | [ 104 ] [ 105 ] |
| 2018 | The Independent Game Developers’ Association Awards   | Legjobb versenyjáték                        | Jelölve  | [ 104 ] [ 105 ] |
| 2018 | The Independent Game Developers’ Association Awards   | Legjobb közösségi játék                     | Jelölve  | [ 104 ] [ 105 ] |

## Fordítás
- Ez a szócikk részben vagy egészben  a   Gran Turismo Sport című angol Wikipédia-szócikk ezen változatának fordításán alapul.  Az eredeti cikk szerkesztőit annak laptörténete sorolja fel. Ez a jelzés csupán a megfogalmazás eredetét és a szerzői jogokat jelzi, nem szolgál a cikkben szereplő információk forrásmegjelöléseként.